# Хенни, Эрик
Эрик Хенни (нем. Eric Hänni; 19 декабря 1938, Делемон, Швейцария — 25 декабря 2024) — швейцарский дзюдоист, серебряный призёр Олимпийских игр, бронзовый призёр чемпионата Европы, семикратный чемпион Швейцарии в личном первенстве (1959, 1962, 1964, 1965, 1969, 1971) и пятикратный чемпион Швейцарии в команде. Принимал участие в 12 чемпионатах Европы и трёх чемпионатах мира. Обладатель 9-го дана дзюдо (2014). Чемпион Швейцарии по мотокроссу.

## Биография
Родился в Делемоне в 1938 году. Его родители развелись, когда ему было 10 лет, и он воспитывался дядей в Берне. Затем, получив профессию механика, вернулся в Делемон и тогда же начал занятия дзюдо.
В 1959 году в первый раз стал чемпионом Швейцарии. В 1964 году завоевал третье место на чемпионате Европы.

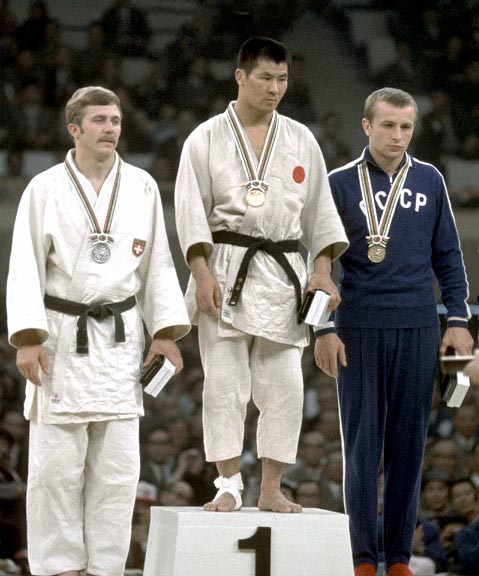
Эрик Хенни (слева) на пьедестале. 20 октября 1964

Выступая на летних Олимпийских играх 1964 года в Токио, боролся в категории до 68 килограммов. В его категории боролись 25 спортсменов. Соревнования велись по круговой системе в группах и затем по олимпийской системе. Борцы были разделены на восемь групп по три человека в каждой (в одной четыре). Победитель группы выходил в четвертьфинал, после чего соревнования велись с выбыванием после поражения.
Эрик Хенни смог дойти до финала, где, проиграв Такэхидэ Накатани, завоевал серебряную медаль Олимпийских игр. Успех Хенни вызвал настоящий бум дзюдо в Швейцарии.
Закончил карьеру в большом спорте в 1974 году.
Уже с 1965 года был судьёй на соревнованиях национального уровня, с 1974 года на европейских соревнованиях, с 1985 года — судьёй мировых соревнований. С 1966 года начал тренерскую деятельность, сначала в Цюрихе, c 1967 по 1972 год в команде Nippon Bern, в 1972 году открыл в Берне собственную школу, которой руководил до 1995 года. Был тренером юниорской и взрослой сборных Швейцарии. Также был спортивным функционером, заместителем президента Бернской ассоциации дзюдо, вице-президентом ассоциации дзюдо Швейцарии.
Обладатель премии лучшего спортсмена года (1965) по версии спортивных журналистов Швейцарии.

## Личная жизнь и смерть
Был женат, имел двух детей.
Умер 25 декабря 2024 года в возрасте 86 лет.

## Достижения
| Соревнование | Год                 | Категория | Место |
| ------------ | ------------------- | --------- | ----- |
| 1959         | Чемпионат Швейцарии | до 68     |       |
| 1961         | Чемпионат Швейцарии | до 68     |       |
| 1962         | Чемпионат Швейцарии | до 68     |       |
| 1963         | German Open         | до 63     |       |
| 1964         | Чемпионат Европы    | до 68     |       |
| 1964         | Чемпионат Швейцарии | до 68     |       |
| 1964         | Олимпийские игры    | до 68     |       |
| 1965         | Чемпионат Швейцарии | до 70     |       |
| 1966         | Чемпионат Швейцарии | до 70     |       |
| 1968         | German Open         | до 70     |       |
| 1969         | Чемпионат Швейцарии | до 70     |       |
| 1970         | Чемпионат Швейцарии | до 70     |       |
| 1971         | Чемпионат Швейцарии | до 80     |       |
| 1972         | Чемпионат Швейцарии | до 80     |       |
| 1974         | Чемпионат Швейцарии | до 70     |       |